# Тајна историја
Тајна историја (енгл. The Secret History) је први роман америчке књижевнице Доне Тарт објављен 1992. године.
Радња романа смештена је у Хемпден, измишљени колеџ у Новој Енглеској, који похађа елитна група студената класичних наука. Писан у првом лицу од стране непоузданог приповедача, Тајна историја се отвара in medias res, убиством са познатим починиоцем и води открићу мотива за убиство и догађаја који му следе.
Роман је преведен на српски 2004. године.

## Радња

### Књига I
Ричард Папен напушта своју сиромашну породицу и родни град у Калифорнији како би започео студије на Хемпден колеџу. У нади да ће моћи да настави учење грчког језика, Ричард се придружује одабраној клики студената класичних наука ексцентричног професора Џулијана Мороуа. Ричард је очаран престижом, богатством и животним стилом својих нових колега: тајновитих близанаца Чарлса и Камиле Маколи, екстравагантног Френсиса Абернатија, лингвистичког генија Хенрија Винтера и ведрог шовинисте Едмунда „Банија“ Коркорана. Како би се уклопио, Ричард скрива своје порекло. Џулијанова предавања у студентима буде опчињеност грчком културом, језиком, митовима и легендама.
Ричард уочава напет однос између раније блиских пријатеља Хенрија и Банија. Упркос томе, њих двојица одлазе на заједничко путовање у Рим током зимског распуста. Како се не би враћао у Калифорнију, Ричард се запошљава и закупљује складиште без грејања, не рачунајући на хладноћу вермонтске зиме. Избегава смрт од хипотермије и упале плућа захваљујући Хенријевом преурањеном повратку из Италије.
Почетком пролећног семестра јаз између Банија и осталих чланова групе се продубљује Банијевим сталним прозивкама и инсинуацијама о Френсисовој хомосексуалности и Чарлсовој и Камилиној инцестуозној вези. Ни Ричард није поштеђен, јер је Бани открио да Ричард није из богате породице као што је тврдио, и тиме га уцењује. Ово и Ричарда удаљава од Банија и уједињује са остатком групе.
Приликом посете Хенријевој кући проналази четири карте за Буенос Ајрес у једном правцу. Убеђен да су његове колеге починиле убиство, захтева објашњење од Хенрија. Хенри говори да је група, подстакнута Џулијановим предавањима, пожелела да одржи баханалије у нади да ће моћи да призову грчког бога Диониса. Иако је и Бани у почетку био део тог плана, искључен је јер није могао да се придржава захтева обреда који су претходили баханалијама. Хенри тврди да је обред успео, да су заиста видели Диониса, говори о екстази коју је свако из групе осетио...као и о свом губитку сећања, одећи прекривеној крвљу и лешу локалног фармера који су пронашли када су дошли себи. Нико их није повезао са убиством до Хенријевог и Банијевог путовања у Италију, када је Бани прочитао о томе шта се догодило у Хенријевом дневнику. Како би избегли да буду откривени, Хенри, Чарлс, Камила и Френсис су планирали да одбегну у Јужну Америку и тамо наставе живот, али због тешкоћа са банковним рачунима не би имали средстава за живот, и план се изјаловио. Ричард касније посумња да је Хенри намерно оставио авионске карте на видљиво место како би их Ричард нашао и био умешан у случај.
Бани се опија током једног од излазака и Ричарду прича о томе што је открио, не знајући да је Ричард већ са свиме упознат. Ричард преноси остатку групе инцидент, и они закључују да Бани постаје превелика претња и да мора бити елиминисан. Хенри разматра могућност да Банију сервира смртоносну порцију зелених пупавки. Ипак, одлучује се за други план, којим би искористио Банијеву навику да шета крај клисуре оближње реке. Хенри, Чарлс, Камила, Френсис и Ричард прате Банија и суочавају се с њим. Хенри га одгурне са литице, надајући се да ће његова смрт бити протумачена као несрећан случај.

### Књига II
Снег пада и покрива Банијево тело. Његов нестанак је пријављен и, како би избегли да буду осумњичени, група се придружује потери и присуствује сахрани када је тело пронађено.
Иако су успешно избегли оптужбу и кривично гоњење, психолошки терет почињених убистава постаје превише за клику. Чарлс, који је више него остали био узнемирен злочинима и више сумњичен и испитиван током истраге, одаје се алкохолу и постаје насилан према Камили. Ричард открива да су Хенри и Камила у вези када је Хенри одводи из њеног и Чарлсовог стана на безбедно. Френсис предочава Ричарду праву природу Чарлсовог и Камилиног односа – Чарлсови испади производ су љубоморе, а њих двоје заиста јесу били љубавници као што је Бани тврдио. Френсис такође открива да и се и сам тешко носи са последицама убиства и да пати од напада панике, као и да су он и Чарлс били у интимним односима.
Професор Џулијан проналази Банијево писмо у којем му овај описује своје откриће и моли за помоћ. Џулијан не пријављује злочин и без речи напушта универзитет.
Чарлсова одвојеност од Камиле потпирује његову љубомору и убрзава његов пад у алкохолизам. Он доживљава несрећу током вожње у алкохолисаном стању и завршава у болници. Ричард и Френсис посредују између Хенрија, који страхује да ће Чарлс поклекнути и открити полицији о почињеном злочину, и Чарлса, који верује да је Хенри спреман да га убије како би га ућуткао. Остављен без надзора док Ричард и Френсис посећују Хенрија и Камилу у оближњем хотелу, Чарлс се докопа Френсисовог пиштоља и и сам одлази до хотелске собе. Оптужује Хенрија да им је свима уништио животе и покушава да нациља. Долази до комешања – Хенри и Чарлс се боре око пиштоља који случајно окида и метак погађа Ричарда у стомак. Овај инцидент сви занемарују јер Хенри успева да преузме контролу над пиштољем и, пољубивши Камилу, прислања себи цев пиштоља на слепоочницу и одузима себи живот.

### Епилог
Након Хенријеве смрти везе између чланова групе се кидају. Ричард једини завршава колеџ и враћа се у Калифорнију, где и даље гаји неузвраћена осећања према Камили. Френсис, након неуспешног покушаја самоубиства, живи у Бостону и присиљен је на брак са женом коју презире како би задржао право на наследство свог деде. Камила живи изоловано бринући се о болесној баби. Она више нема никаквог додира са Чарлсом, који је одбегао из центра за рехабилитацију у Тексасу са удатом женом. Џулијан живи негде преко океана и у потпуности се оградио од свега што је проистекло.

## Идеје и мотиви
Пишући за Њујорк тајмс, књижевна критичарка Мичико Какутани прави паралелу између Тајне историје и Злочина и казне Фјодора Достојевског због главних ликова убица у оба дела, саосећајног приповедања о ликовима који рационализују своје злочине и истраживања психе и психолошких стања починилаца.
Други аутори налазе да су у позадини дела присутна начела аполонског и диониског које Фридрих Ниче представља у делу Рођење трагедије, указујући да су они сједињени у ликовима - аполонски принцип присутан у привидној уређености живота, њиховим интересовањима и статусу интелектуалаца, те диониски у њиховој спремности да се предају опијености, залуђености и бруталности.

## Критике
Роман је постао бестселер и добио већински позитивне критике. Њујорк тајмс је похвалио ритам и наративни ток дела, као и изграђеност књижевног стила Тартове, a Венити фер је дело назвао „сензационалним“. Бостон глоуб пише да „глас Доне Тарт не личи ни на једног њеног савременика. Њен прелепи језик, замршена прича, опчињујући ликови и интелектуална енергија учинили су њен први роман до сада најзанимљивијом књигом њеног поколења“.